# Скуби-Ду! Под куполом цирка
«Скуби-Ду! Под куполом цирка» (англ. Big Top Scooby-Doo!) — рисованный полнометражный мультфильм из Мира Скуби-ду (продолжение). В России мультфильм вышел на канале Boomerang.

## Сюжет
На этот раз Скуби-Ду и его друзья отправляются в Атлантик-Сити, чтобы посетить цирк. Наслаждаясь отпуском и спокойствием здешних земель, ребята даже не подозревают, что здесь притаился оборотень, который похищает из ювелирных магазинов крупные драгоценные камни — бриллианты и рубины. Друзья работают в цирке под прикрытием, чтобы разоблачить загадочного оборотня. Дафни становится мотоциклистом (и ездит внутри большого шара), а ещё — клоуном, Фред — воздушным гимнастом, Велма — человеком-ракетой, Шэгги — дрессировщиком, а Скуби-Ду — собакой, выполняющей удивительные трюки. Скуби-Ду и его друзья должны разгадать тайну.
В это же время в город c гастрольным концертом «Волчья луна» приезжает Вульфрик вон Ридингсвард со своей группой, солистом которой он является. На шее он носит крупный чёрный бриллиант на цепочке. Вульфрик выкупает на вечер все билеты, чтобы посмотреть представление в цирке вместе с группой и друзьями. Перед началом представления выясняется, что часть цирковых артистов исчезла, а в разгар действия появляется группа оборотней. Самый рослый из них срывает с Вульфрика бриллиант. Друзья устремляются в погоню, раскрывают тайну и спасают цирк!

## Роли озвучивали
- Фрэнк Уэлкер (Frank Welker) — Скуби-ду / Фред
- Минди Кон (Mindy Cohn) — Велма
- Грей ДеЛайл (Grey DeLisle) — Дафна
- Мэттью Лиллард (Matthew Lillard) — Шэгги
- Грег Эллис (Greg Ellis) — Мариус Бранкузи
- Морис ЛаМарш (Maurice LaMarche) — Арчамболт
- Петер Стормаре (Peter Stormare) — Вульфрик вон Ридингсвард
- Джефф Данэм (Jeff Dunham) — Шматко
- Карлос Ферро (Carlos Ferro) — Оливерио
- Джесс Харнелл (Jess Harnell) — Скуби-Ду (человек) / охранник
- Джим Мескимен (Jim Meskimen) — Фил Флаксман / Детектив
- Кэнди Майло (Candi Milo) — Джин
- Хинден Уолч (Hynden Walch) — Лена
- Крейг Фергюсон (Craig Ferguson) — Уитни Даблдей

## Русский дубляж
| Актёр               | Персонаж                 |
| ------------------- | ------------------------ |
| Никита Прозоровский | Скуби-Ду / Шэгги Роджерс |
| Сергей Быстрицкий   | Фред Джонс               |
| Ольга Голованова    | Дафни Блэйк              |
| Нина Тобилевич      | Велма Динкли             |